# FOOT×BRAIN
『FOOT×BRAIN』（フットブレイン）は、テレビ東京系列にて2011年4月2日から毎週放送されているサッカー関連番組。
2025年3月29日を持ってそれまでの番組の体系での放送を終了し、2025年4月改編からは、番組タイトルを『FOOT×BRAIN+』（フットブレインプラス）に変更されるとともに、放送時間も金曜日（木曜深夜）に変更された。

## 概要
各界で活躍する著名人をゲストに迎え、「日本サッカーが世界で通用するために」をテーマとしたトークを展開する。議論テーマは単に戦術・技術面の強化策にとどまらず、他のスポーツ（ラグビー、将棋など）や、学術、経済、文化など、サッカー以外の様々な分野からもコラボレーションし、それぞれの分野で世界に通用する人材・選手を育成してきた様々なノウハウを生かして、日本サッカーのさらなる飛躍につなげていくというテーマが掲げられている。
2015年2月28日放送回で放送200回を達成した。
2016年4月3日未明（2日深夜）の放送分から地上波での放送はテレビ東京のみに降格となり、系列局でのネットは同年3月26日をもって打ち切りとなった。なお、BSジャパンでは引き続きテレビ東京から遅れての放送を継続する。2017年4月2日の放送分から地上波の放送時間が11時に変更され、TVQ九州放送でのネットが再開されていたが、『ニッチェのラーメンコンシェルジュ』放送開始に伴い同年10月1日で再打ち切り。
2018年4月8日から日曜0:20 - 0:50での放送となるのを機に、ネットワークセールス枠に復した。
また番組開始当初から、「FOOT×BRAIN SOCIO」 と称した、スマートフォンアプリ会員制度（入会無料）があり、番組プレゼントや議論テーマについての質疑応答などの視聴者参加型番組としての機能も兼ね備えていたが、2016年9月30日をもってアプリを廃止した。
番組開始から15年を迎えた2025年4月、番組タイトルを『FOOT×BRAIN+』（フットブレインプラス）に変更したうえで、番組のコンセプトもこれまでの『日本サッカーが世界で通用するために』から『日本サッカーがW杯で優勝するためにできるすべてのこと』に変更される。テレビ放送はテレ東だけとなったが、代わりにYouTubeでの配信が開始された。

## 現在の出演者

### MC
- 勝村政信 （2011年4月2日 - ）
- 冨田有紀 （テレビ東京アナウンサー、2024年11月17日 - ）
- 山本倖千恵（テレビ東京アナウンサー、2025年6月13日 - ）

### SPECIAL ANALYST
- 影山優佳（日向坂46、2020年10月4日[注 1] - ） - 不定期出演[4]

### 解説者
（頻繁に出場する者のみ）
- 北澤豪
- 福田正博
- 都並敏史[注 2]
- 戸田和幸
- 名波浩
- 秋田豊[注 3]
- セルジオ越後
- 三浦淳宏

### ナレーション
- 島田弘久（テレビ東京アナウンサー）
ただし、島田がジャパンコンソーシアムを初めとした国外での長期出張で出演できなかった時には中川聡、小島秀公、松元真一郎（松元のみフリー）が代役を担当したことがある。
提供クレジットも原則としてナレーターが担当するが、通常のクレジットとは異なり「サッカーのためにできることを。「FOOT×BRAIN」は○○（筆頭協賛社）と、ご覧のスポンサーとともにキックオフします（冒頭。終盤はこの箇所が「ご覧のスポンサーとともにお送りしました」）」と述べていた。

## スタッフ
- 技術：田中圭介
- CAM：野瀬一成
- VE：中野鉄平
- AUD：松岡努
- LD：宮尾淳一
- タイトル：大坪亮
- CG：小島伸夫
- WEB：池田恵二、猿渡真人、新井健介
- 美術：テレビ東京アート
- 技術協力：テクノマックス
- 編集：名越義和、本間隆造、宮地栞
- MA：大木久雄
- 音効：石見知哉
- 番宣：林拓真
- アドバイザー：金森匠
- 構成：古林壮太
- AP：米山尚子、笠井祥子
- AD：永井信二郎、渡邊修平、若谷麻由、石井菖子、山崎彩瑛、中川弘樹
- ディレクター：流石英昭、軒陽一、滝田靖明、浅野紘也、高橋尚也、射手矢正太郎
- 演出：園畑将基、元藤稔
- 監修：飯塚一志
- スーパーバイザー：柿澤健人 、黒木聡
- プロデューサー：花岡昌平、佐藤龍平、古賀将之
- チーフプロデューサー：加固敏彦（以前はプロデューサー）
- 制作協力：JUMP
- 製作著作：テレビ東京

### 過去のスタッフ
- スーパーバイザー：飛永琢磨（ - 2013年5月）、 森田昌泰（2013年5月 - ）

## 過去の出演者

### FOOT×BRAIN時代
| 期間       | 期間       | MC                         | MC                | BRAINスカウター | BRAINスカウター |
| 期間       | 期間       | 土曜                       | 日曜              | 土曜            | 日曜            |
| ---------- | ---------- | -------------------------- | ----------------- | --------------- | --------------- |
| 2011.4.2   | 2014.12.27 | 勝村政信 杉崎美香          | （放送なし）      | （不在）        | （放送なし）    |
| 2015.1.10  | 2016.3.26  | 勝村政信 皆藤愛子          | （放送なし）      | （不在）        | （放送なし）    |
| 2017.4.2   | 2018.3.25  | （放送なし）               | 勝村政信 皆藤愛子 | （放送なし）    | （不在）        |
| 2018.4.8   | 2018.7.29  | 勝村政信 皆藤愛子          | （放送なし）      | （不在）        | （放送なし）    |
| 2018.8.5   | 2018.8.26  | 勝村政信 鷲見玲奈          | （放送なし）      | 佐藤美希        | （放送なし）    |
| 2018.9.2   | 2020.3.29  | 勝村政信 鷲見玲奈 片渕茜   | （放送なし）      | 佐藤美希        | （放送なし）    |
| 2020.4.5   | 2022.5.1   | 勝村政信 片渕茜 竹崎由佳   | （放送なし）      | 佐藤美希        | （放送なし）    |
| 2022.5.8   | 2023.3.27  | 勝村政信 竹崎由佳 森香澄   | （放送なし）      | 佐藤美希        | （放送なし）    |
| 2023.4.9   | 2024.9.29  | 勝村政信 竹崎由佳 池谷実悠 | （放送なし）      | 佐藤美希        | （放送なし）    |
| 2024.10.6  | 2024.11.10 | 勝村政信 竹崎由佳          | （放送なし）      | 佐藤美希        | （放送なし）    |
| 2024.11.17 | 2025.3.29  | 勝村政信 冨田有紀          | （放送なし）      | 佐藤美希        | （放送なし）    |

## 放送リスト
| #  | 放送日  | ゲスト                                                                                           | 解説                                                     |
| -- | ------- | ------------------------------------------------------------------------------------------------ | -------------------------------------------------------- |
| 1  | 4月25日 | W杯優勝へ！日本代表・森保一監督が明かす日本の深化                                                | W杯優勝へ！日本代表・森保一監督が明かす日本の深化        |
| 1  | 4月25日 | 森保一（日本代表監督）                                                                           | 戸田和幸（元日本代表）                                   |
| 2  | 5月2日  | 森保監督が激白！日本サッカーの深化                                                               | 森保監督が激白！日本サッカーの深化                       |
| 2  | 5月2日  | 森保一（日本代表監督）                                                                           | 戸田和幸（元日本代表）                                   |
| 3  | 5月9日  | バロンドール受賞選手を生んだ育成の世界の最前線に迫る！                                           | バロンドール受賞選手を生んだ育成の世界の最前線に迫る！   |
| 3  | 5月9日  | 佐伯夕利子（ビジャレアルジュニア強化担当）                                                       | 戸田和幸（元日本代表）                                   |
| 4  | 5月16日 | 移り変わる育成メソッド!ジュニア世代で養うべき知覚力とは                                          | 移り変わる育成メソッド!ジュニア世代で養うべき知覚力とは  |
| 4  | 5月16日 | 佐伯夕利子（ビジャレアルジュニア強化担当）                                                       | 戸田和幸（元日本代表）                                   |
| 5  | 5月30日 | W杯王者アルゼンチンを丸裸に!新企画「ライバル国を知る!」                                          | W杯王者アルゼンチンを丸裸に!新企画「ライバル国を知る!」  |
| 5  | 5月30日 | 亘崇詞(元ボカ・ジュニアーズ)                                                                     | 都並敏史 (元日本代表)                                    |
| 6  | 6月6日  | ライバル国を知る!シリーズ第1弾後半戦!W杯王者アルゼンチン                                         | ライバル国を知る!シリーズ第1弾後半戦!W杯王者アルゼンチン |
| 6  | 6月6日  | 亘崇詞(元ボカ・ジュニアーズ)                                                                     | 都並敏史 (元日本代表)                                    |
| 7  | 6月13日 | 日本に10代スターは誕生する!?選ぶべき育成ルートとは                                               | 日本に10代スターは誕生する!?選ぶべき育成ルートとは       |
| 7  | 6月13日 | 平山相太 ・柿谷曜一朗(元日本代表)                                                                |                                                          |
| 8  | 6月20日 | クラブユースか大学か?未来を決める選択!                                                           | クラブユースか大学か?未来を決める選択!                   |
| 8  | 6月20日 | 平山相太 ・柿谷曜一朗(元日本代表)                                                                |                                                          |
| 9  | 6月27日 | ジーコと紐解く日本サッカー進化の軌跡!                                                            | ジーコと紐解く日本サッカー進化の軌跡!                    |
| 9  | 6月27日 | ジーコ(元ブラジル代表選手・元日本代表監督)                                                       | 鈴木國弘(ジーコの元専属通訳)                             |
| 10 | 7月4日  | 神様ジーコが語る日本代表の未来                                                                   | 神様ジーコが語る日本代表の未来                           |
| 10 | 7月4日  | ジーコ(元ブラジル代表選手・元日本代表監督)                                                       | 鈴木國弘(ジーコの元専属通訳)                             |
| 11 | 7月11日 | プロ意識の正体とは!?クセある才能を生かす極意に迫る!                                              | プロ意識の正体とは!?クセある才能を生かす極意に迫る!      |
| 11 | 7月11日 | 柿谷曜一朗(元日本代表)・鄭大世(元北朝鮮代表)                                                     |                                                          |
| 12 | 7月18日 | 若き才能育成術!プロの“トリセツ”                                                                  | 若き才能育成術!プロの“トリセツ”                          |
| 12 | 7月18日 | 柿谷曜一朗(元日本代表)・鄭大世(元北朝鮮代表)                                                     |                                                          |
| 13 | 7月25日 | 4度W杯帯同トレーナーが明かす黄金期の体づくり術                                                   | 4度W杯帯同トレーナーが明かす黄金期の体づくり術           |
| 13 | 7月25日 | 前田弘 (元日本代表アスレティックトレーナー)                                                      | 戸田和幸 (元日本代表)                                    |
| 14 | 8月1日  | 裏方のプロから学ぶ北中米W杯で勝つためのカギ!                                                     | 裏方のプロから学ぶ北中米W杯で勝つためのカギ!             |
| 14 | 8月1日  | 前田弘 (元日本代表アスレティックトレーナー)                                                      | 戸田和幸 (元日本代表)                                    |
| 15 | 8月8日  | ブラジルレジェンドに学ぶW杯優勝への道                                                            | ブラジルレジェンドに学ぶW杯優勝への道                    |
| 15 | 8月8日  | ジーコ、ロナウジーニョ、ドゥンガ、ジュリオ・セザール、セードルフ、アルシンド、シジマール         |                                                          |
| 16 | 8月15日 |                                                                                                  |                                                          |
| 16 | 8月15日 | フィリップ・トルシエ(日韓Ｗ杯日本代表監督)、フローラン・ダバディ(元トルシエ通訳・ジャーナリスト) |                                                          |
| 17 | 8月22日 | トルシエが明かすフランス育成機関の大改革!                                                        | トルシエが明かすフランス育成機関の大改革!                |
| 17 | 8月22日 | フィリップ・トルシエ(日韓Ｗ杯日本代表監督)、フローラン・ダバディ(元トルシエ通訳・ジャーナリスト) |                                                          |
| 18 | 8月29日 |                                                                                                  |                                                          |
| 18 | 8月29日 |                                                                                                  |                                                          |

## 備考
- 2011年7月23日放送回は内容を変更し緊急生放送を行った。
- また、同年8月に松田直樹（JFL松本山雅所属）が急死した際は冒頭で訃報を伝えた。
- 放送枠が繰り上がった2012年4月からは、直前番組『neo sports』からのクロスプログラムは一旦中止、直後番組『ごるふなでしこ』のクロスプログラムも行われていないが、同年7月に『探検ドリランド』に代わってからは再開され、同年10月からは『neo sports』からのクロスプログラムも再開された。だが2014年10月4日放送分から『neo sports』との接続はステブレレスに変更された。
- 2012年12月29日放送分は、年末特別編成のため23:00 - 23:25に繰上げて放送した[7]。
- FIFAワールドカップ（当該年：2014年、2018年、2022年）開催時は、期間中生放送を行っている。2022年の場合は通常は月曜未明（日曜深夜）に1週遅れで放送しているBSテレ東も、大会進行に合わせた編成上の都合で、当日の日曜未明（土曜深夜）にディレー放送の形で放送されている。
  - 2014年6月14日・#164は直後に2014 FIFAワールドカップ1次予選C組「コロンビア対ギリシャ」が生放送されるため、23:35-（6月15日）0:30までの拡大生放送を開催して、当番組の出演者のうち都並を除く3人はそのまま同試合の中継にも出演している（なお、勝村はこのブラジルW杯期間中行われるジャパンコンソーシアム共同企画番組の中継、デイリー・ウィークリーハイライト＜全9回＞の総合司会を担当している他、一部の回では杉崎も副司会を担当している）。これ以後、#169（2014年7月19日放送分）までは生放送している。
- 2018年4月15日放送回は、直前に急遽発表された『ハリルホジッチ監督電撃解任』と『西野朗技術委員長が後任として監督就任』を受け放送内容を急遽変更、西野監督率いたアトランタオリンピック日本代表の松原良香と“西野サッカー”についての緊急収録を放送した[8]。

## ネット局と放送時間

### ネットワークセールス枠時代（第1期）
| 放送対象地域   | 放送局                | 系列           | 放送日時                     | ネット状況 | 備考   |
| -------------- | --------------------- | -------------- | ---------------------------- | ---------- | ------ |
| 関東広域圏     | テレビ東京（TX）      | テレビ東京系列 | 土曜 23:30 - 23:55           | 制作局     | 制作局 |
| 北海道         | テレビ北海道（TVh）   | テレビ東京系列 | 土曜 23:30 - 23:55           | 同時ネット |        |
| 愛知県         | テレビ愛知（TVA）     | テレビ東京系列 | 土曜 23:30 - 23:55           | 同時ネット |        |
| 大阪府         | テレビ大阪（TVO）     | テレビ東京系列 | 土曜 23:30 - 23:55           | 同時ネット |        |
| 岡山県・香川県 | テレビせとうち（TSC） | テレビ東京系列 | 土曜 23:30 - 23:55           | 同時ネット |        |
| 福岡県         | TVQ九州放送（TVQ）    | テレビ東京系列 | 土曜 23:30 - 23:55           | 同時ネット |        |
| 全国           | BSジャパン            | BSデジタル放送 | 月曜 0:35 - 1:00（日曜深夜） | 遅れネット | （※）  |

### ローカルセールス枠時代
| 放送対象地域 | 放送局           | 系列           | 放送日時                     | ネット状況 | 備考   |
| ------------ | ---------------- | -------------- | ---------------------------- | ---------- | ------ |
| 関東広域圏   | テレビ東京（TX） | テレビ東京系列 | 日曜 11:00 - 11:25           | 制作局     | 制作局 |
| 全国         | BSジャパン       | BSデジタル放送 | 月曜 2:10 - 2:35（日曜深夜） | 遅れネット | （※）  |

### ネットワークセールス枠時代（第2期）
| 放送対象地域   | 放送局                | 系列           | 放送日時                     | ネット状況 | 備考   |
| -------------- | --------------------- | -------------- | ---------------------------- | ---------- | ------ |
| 関東広域圏     | テレビ東京（TX）      | テレビ東京系列 | 日曜 0:25 - 0:55（土曜深夜） | 制作局     | 制作局 |
| 北海道         | テレビ北海道（TVh）   | テレビ東京系列 | 日曜 0:25 - 0:55（土曜深夜） | 同時ネット |        |
| 愛知県         | テレビ愛知（TVA）     | テレビ東京系列 | 日曜 0:25 - 0:55（土曜深夜） | 同時ネット |        |
| 大阪府         | テレビ大阪（TVO）     | テレビ東京系列 | 日曜 0:25 - 0:55（土曜深夜） | 同時ネット |        |
| 岡山県・香川県 | テレビせとうち（TSC） | テレビ東京系列 | 日曜 0:25 - 0:55（土曜深夜） | 同時ネット |        |
| 福岡県         | TVQ九州放送（TVQ）    | テレビ東京系列 | 日曜 0:25 - 0:55（土曜深夜） | 同時ネット |        |
| 全国           | BSテレ東              | BSデジタル放送 | 月曜 2:10 - 2:40（日曜深夜） | 遅れネット | （※）  |

### FOOT×BRAIN+時代
| 放送対象地域 | 放送局           | 系列           | 放送日時                     | ネット状況 | 備考   |
| ------------ | ---------------- | -------------- | ---------------------------- | ---------- | ------ |
| 関東広域圏   | テレビ東京（TX） | テレビ東京系列 | 金曜 2:30 - 3:00（木曜深夜） | 制作局     | 制作局 |

### 変遷
| 期間       | 期間       | 放送曜日           | 放送時間（日本時間）   |
| ---------- | ---------- | ------------------ | ---------------------- |
| 2011.04.02 | 2011.09.24 | 土曜日             | 23:55 - 翌0:20（25分） |
| 2011.10.01 | 2012.03.31 | 土曜日             | 23:30 - 23:55（25分）  |
| 2012.04.07 | 2013.09.28 | 土曜日             | 23:05 - 23:30（25分）  |
| 2013.10.06 | 2016.03.26 | 土曜日             | 23:30 - 23:55（25分）  |
| 2016.04.03 | 2017.03.26 | 日曜日（土曜深夜） | 0:50 - 1:15（25分）    |
| 2017.04.02 | 2018.03.25 | 日曜日             | 11:00 - 11:25 （25分） |
| 2018.04.08 | 2022.03.27 | 日曜日（土曜深夜） | 0:20 - 0:50（30分)     |
| 2022.04.03 | 2025.03.29 | 日曜日（土曜深夜） | 0:25 - 0:55（30分)     |
| 2025.04.25 | 現在       | 金曜日（木曜深夜） | 2:30 - 3:00（30分)     |

## 書籍
「フット×ブレインの思考法シリーズ」と題して、番組で取り上げた内容から、日本サッカーをより強くするために必要なものとは何かを取り上げたテーマを厳選し、それを書籍化したもの。
- 「日本のサッカーを強くする25の視点」（2012年12月　文芸春秋　ISBN 4163759409 ）
- 「日本のサッカーが世界一になるための26の提言」（2014年5月　文芸春秋　ISBN 4163900624）